# 比倫 (荷蘭)

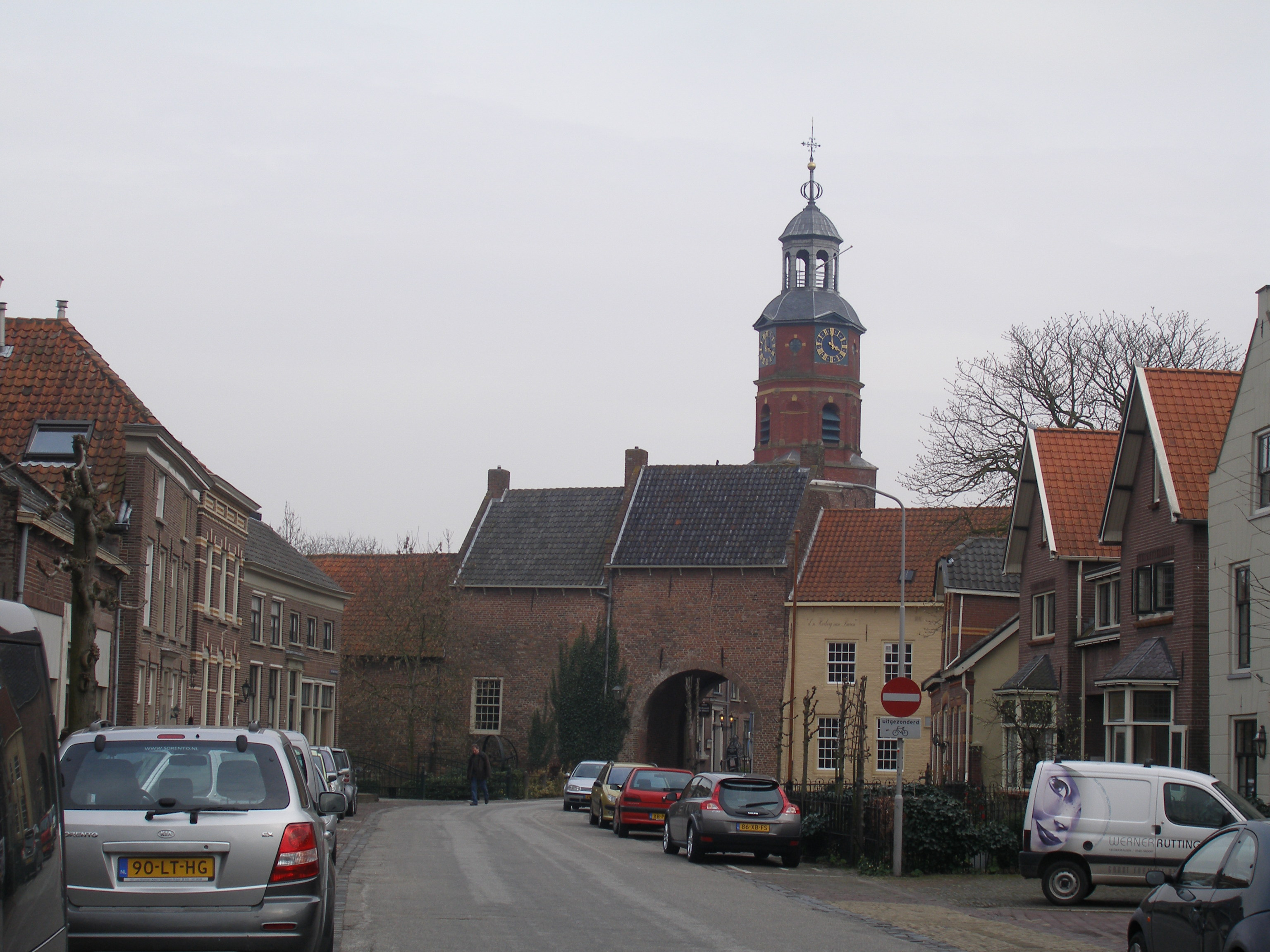

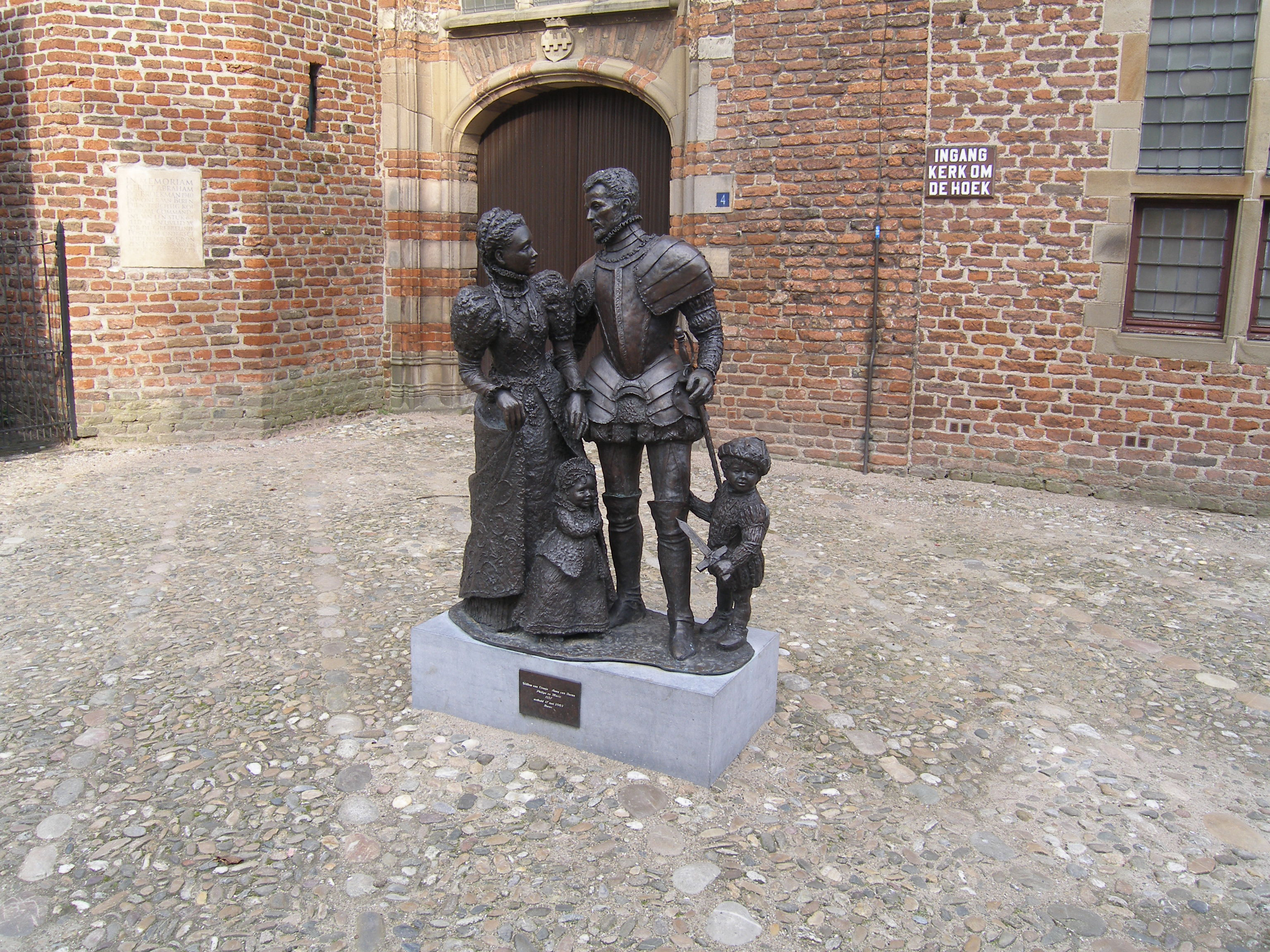

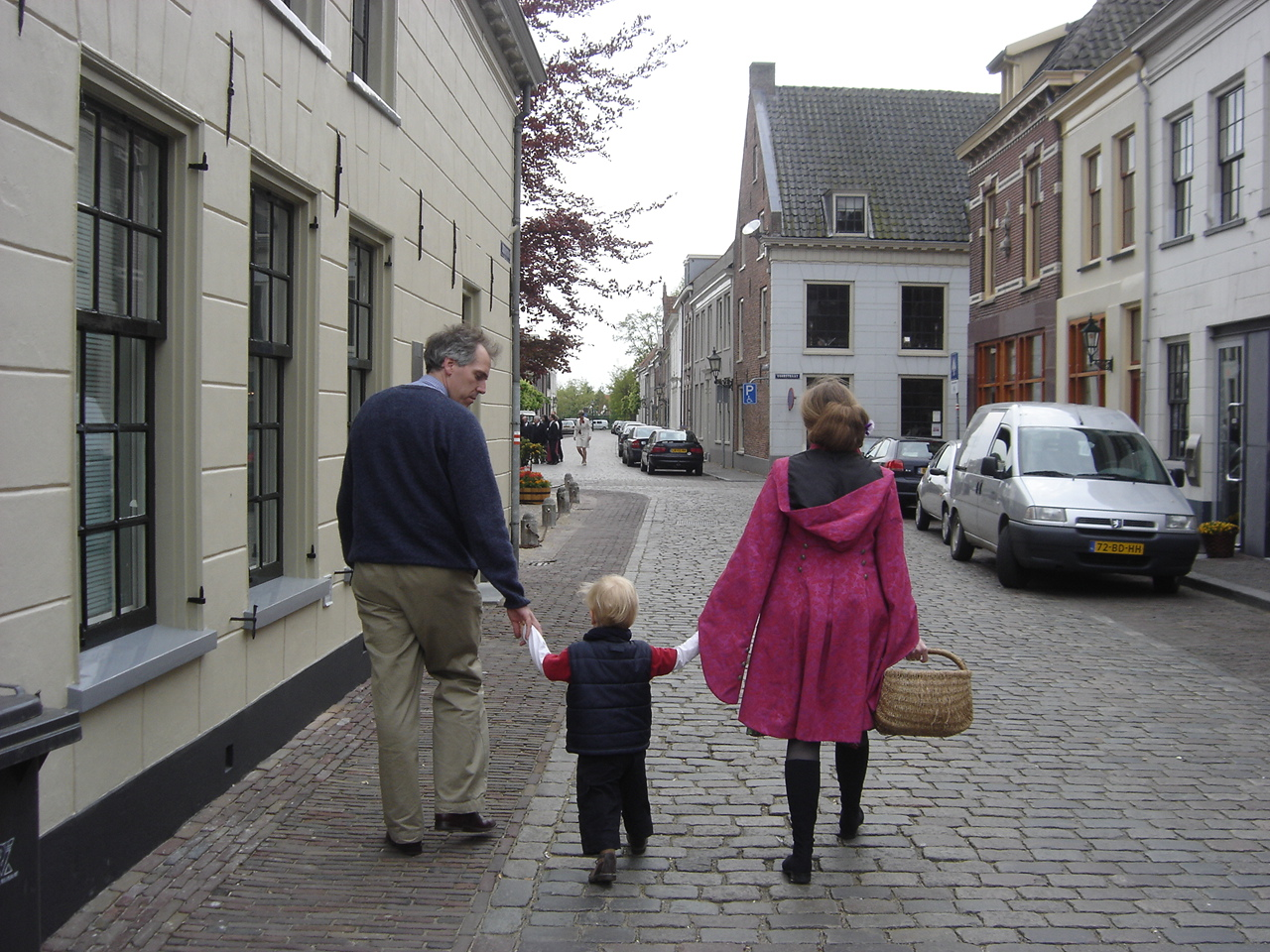

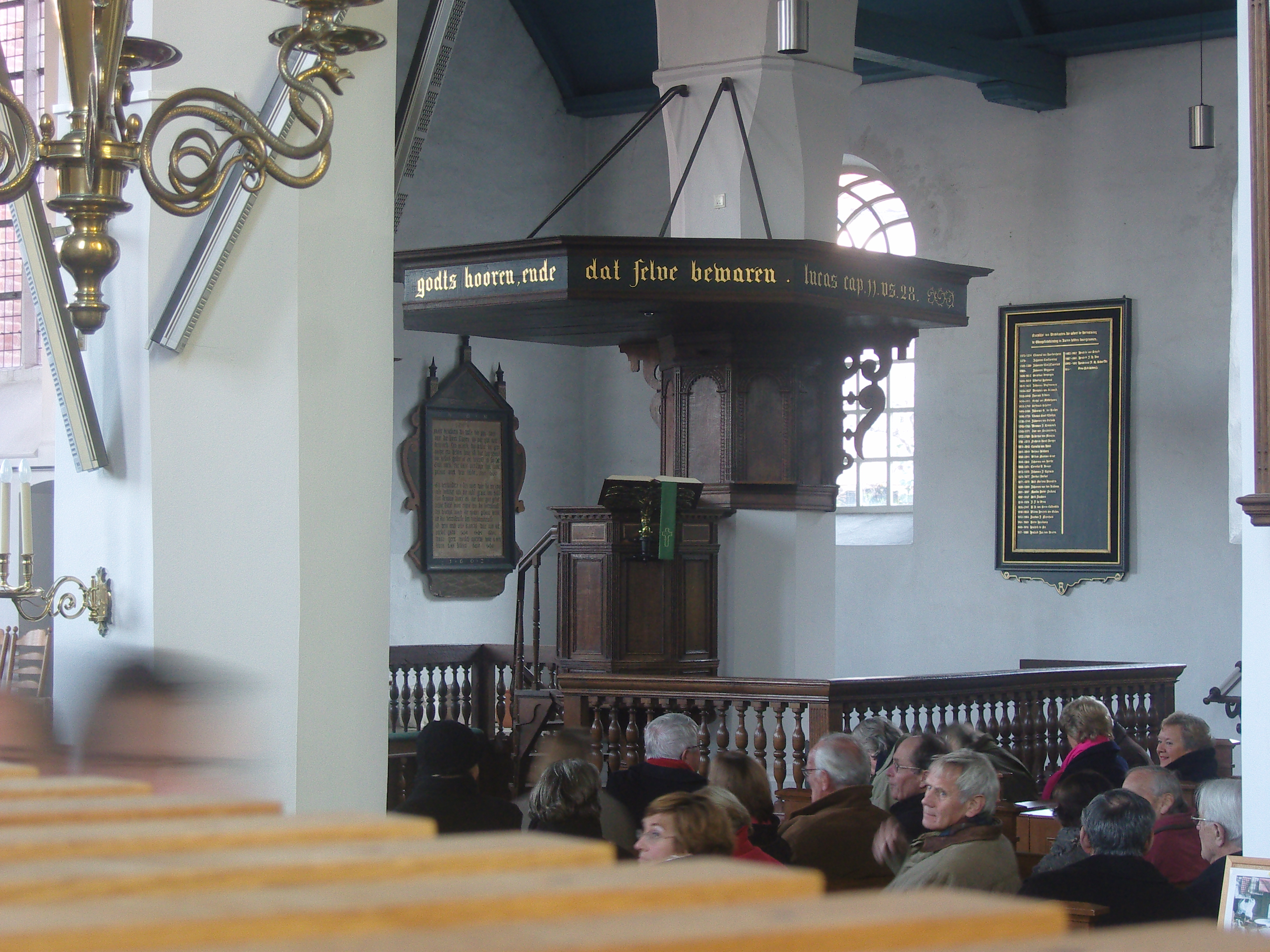

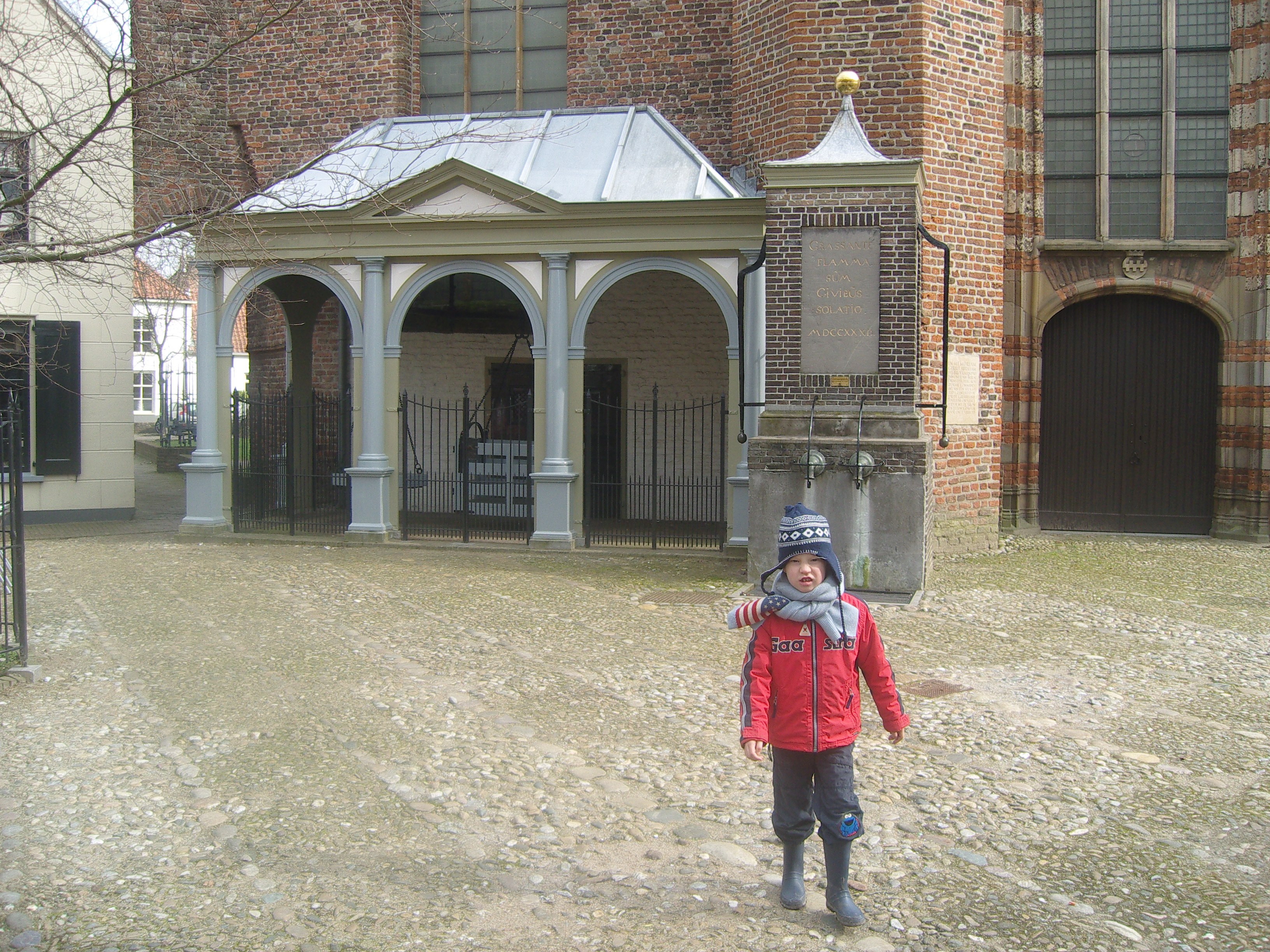

比倫（荷蘭語：Buren）是荷蘭海爾德蘭省的市镇，位於該國東部，面積134.66平方公里，主要經濟活動有園藝業、畜牧業、農業、製磚業和旅遊業，2007年人口25,644。

## 外部連結
- Official Website （页面存档备份，存于）

51°58′N 5°25′E / 51.967°N 5.417°E